# Lou Manche
Louis Emile (Lou) Manche (Amsterdam, 4 december 1908 – Veldhoven, 30 januari 1982) was een Nederlandse beeldhouwer, illustrator, graficus, keramist, tekenaar, wandschilder en glazenier.

## Leven en werk
Manche was een zoon van huisschilder Louis Emile Manche sr. (1886-1973) en Adriana Maria van Nispen (1887-1978) en een oudere broer van beeldhouwer Auguste Manche. Hij trouwde met Johanna Engelina (Anna) Janssen.
Hij studeerde bij onder anderen August Falise en Piet Slager jr. aan de Koninklijke School voor Kunst, Techniek en Ambacht in 's-Hertogenbosch en vervolgens aan de Amsterdamse Rijksakademie van beeldende kunsten onder Richard Roland Holst. Kunstcriticus Jos de Gruyter noemde hem in 1939 "een door Charles Eyck beïnvloed, decoratief-religieus talent". Tot 1954 woonde Manche in Nijmegen, waarna hij een atelier opende in het kasteel Nieuwenbroeck in Beesel, vanaf 1961 woonde hij in Best en in 1968 verhuisde hij zijn atelier De drie poortjes naar Veldhoven.
Manche illustreerde een aantal kinderboeken en maakte diverse christelijk-religieuze werken, waaronder glas-in-loodramen en wandreliëfs. Hij was lid van onder meer de Algemene Katholieke Kunstenaars Vereniging en de Stichting Pro Arte Christiani. Rond 1973 was hij een van de initiatiefnemers van de Kempische Kring van Keramisten.

### Oorlogsjaren
Manche was tijdens de Tweede Wereldoorlog nationaalsocialist, lid van de NSB, en van 1940 tot 1944 commandant van de Weerbaarheidsafdeling (WA) in Nijmegen. Zijn broers Auguste en Gérard sloten zich beiden aan bij de SS. Voor de in 1942 in Utrecht gehouden tentoonstelling Herlevend Volk, waar de opkomst van het nationaalsocialisme in beeld werd gebracht, maakte Lou Manche een muurschildering. Ook maakte hij affiches voor de propaganda van het Departement van Volksvoorlichting en Kunsten, waaronder "Nederland zal herrijzen" en "Wie van de twee is de ware Nederlander?" en een naar aanleiding van het bombardement op Nijmegen van 22 februari 1944. Na de oorlog was hij enige tijd geïnterneerd in Kamp Vught.
Toen de Royal British Legion, de Britse veteranenorganisatie, Manche in 1954 opdracht wilde geven voor een glas-in-loodraam voor de kapel op 'Ons Erf' in Berg en Dal leidde dat tot weerstand vanwege zijn rol in de oorlog. De opdracht werd vervolgens gegund aan Wim van Woerkom. In de in 1975 verschenen overzichtscatalogus van Manches werk wordt de oorlogsperiode niet besproken.

## Enkele werken
- glas-in-loodraam Sint-Vincentius a Paolokerk in Rumpen, een wijk in Brunssum
- glas-in-loodraam (1950) voor de Donatuskerk in Bemmel
- 20 glas-in-loodramen (1952-1955) voor de H. Johannes de Doperkerk in Mijdrecht-Wilnis in vier kunststijlen.[6]
- Mariareliëf (1955) voor de meisjesschool in Wijchen. De school werd in 2008 gesloopt, het werk is in 2018 herplaatst in de pastorietuin van de Antonius Abtkerk aan de Oosterweg.
- kindfiguren (1954) en sgrafitto (1959) voor de Pius X-school in Bemmel
- glas-in-loodraam Mariakapel (1966) in Best
- Maria met kind voor de Anthoniuskerk (1968) in Best
- Gelukkige Hans, Lidwinaschool (1968), Best
- Klimmertje (1972), Best
- twee reliëfs (1974) voor gebouw maatschappelijk werk en openbare leeszaal in Someren

## Afbeeldingen

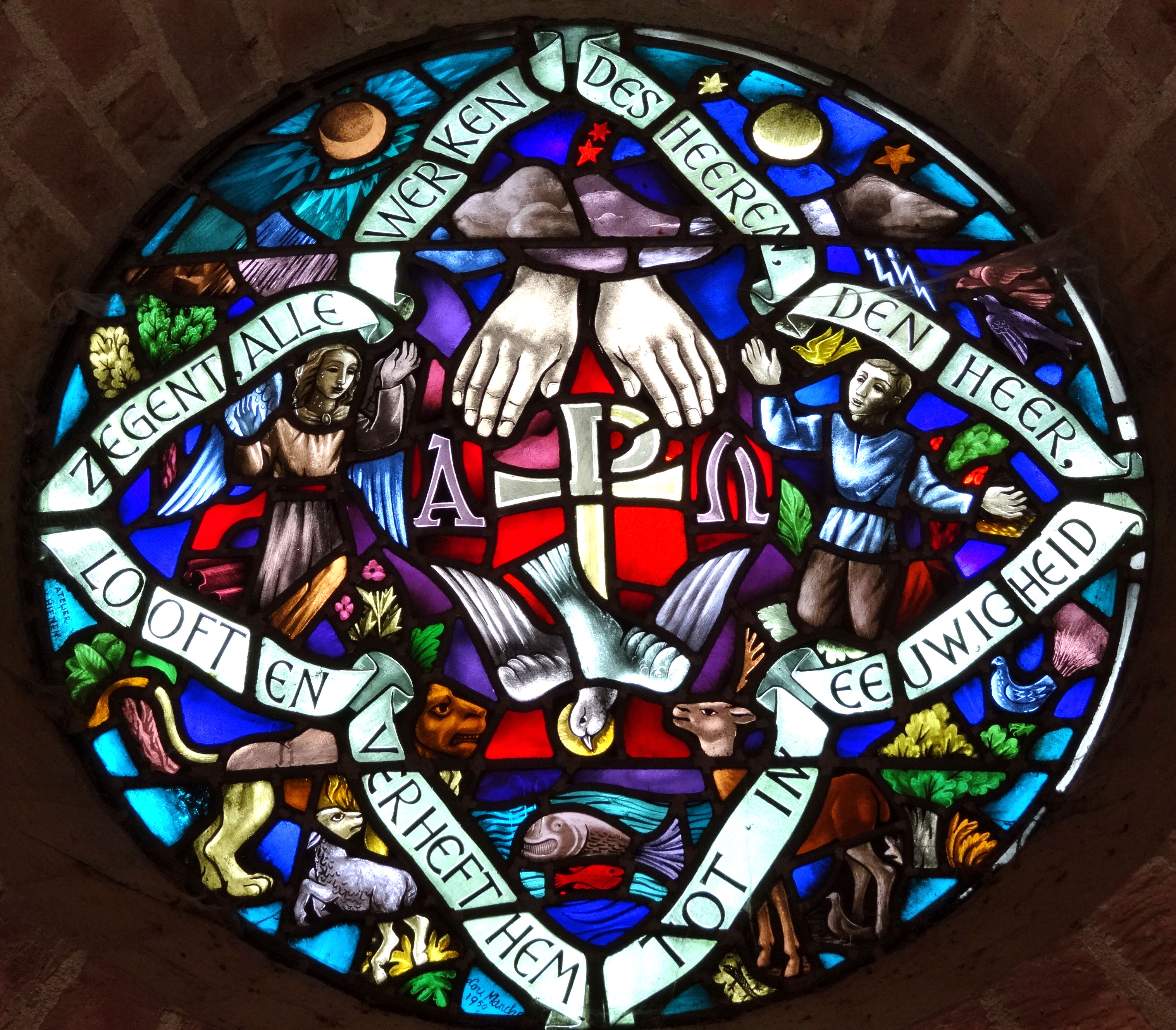
Glas-in-loodraam (1950), Donatuskerk, Bemmel
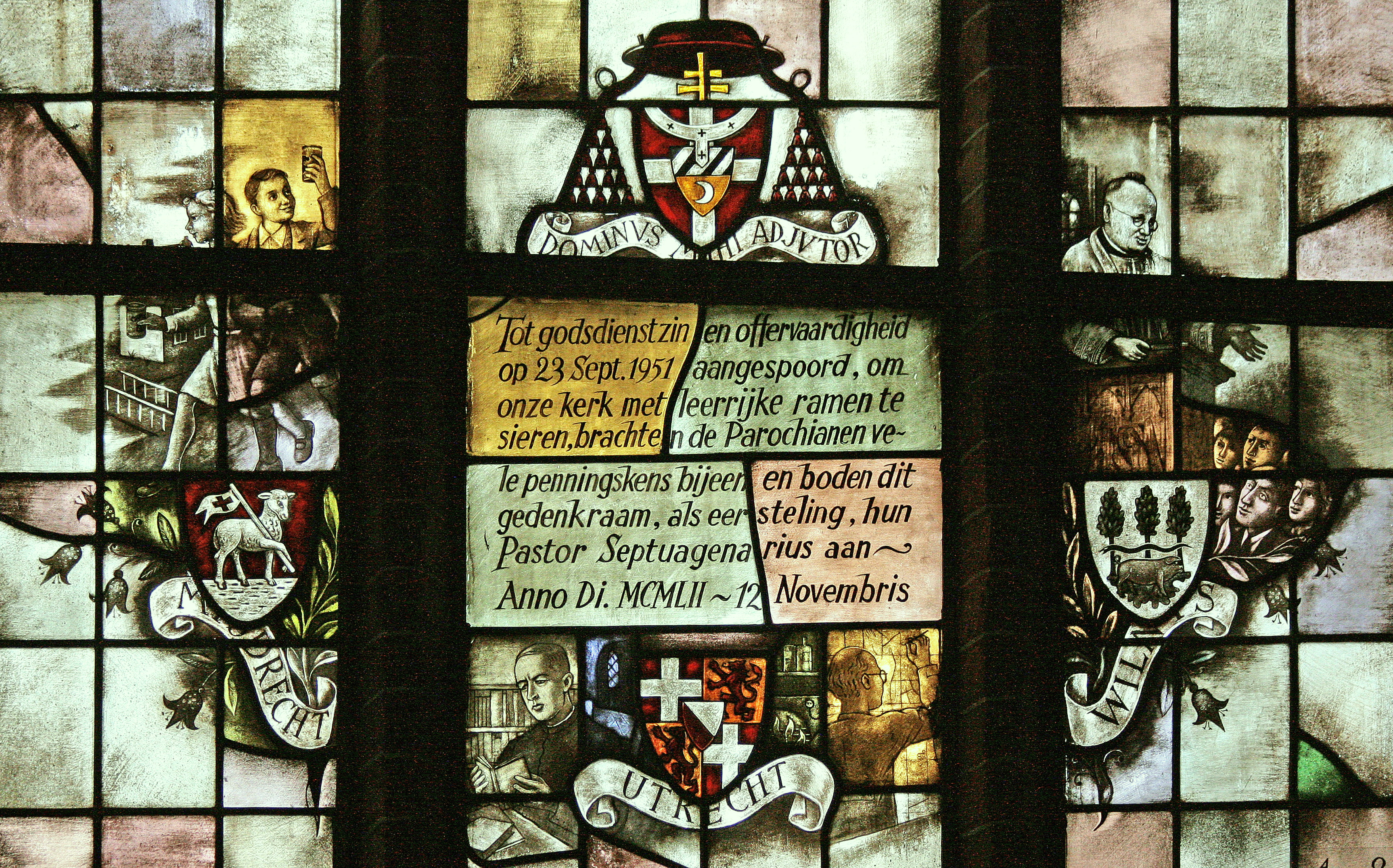
Detail glas-in-loodraam Het Penningske der weduwe (1952) H. Johannes de Doperkerk, Mijdrecht-Wilnis
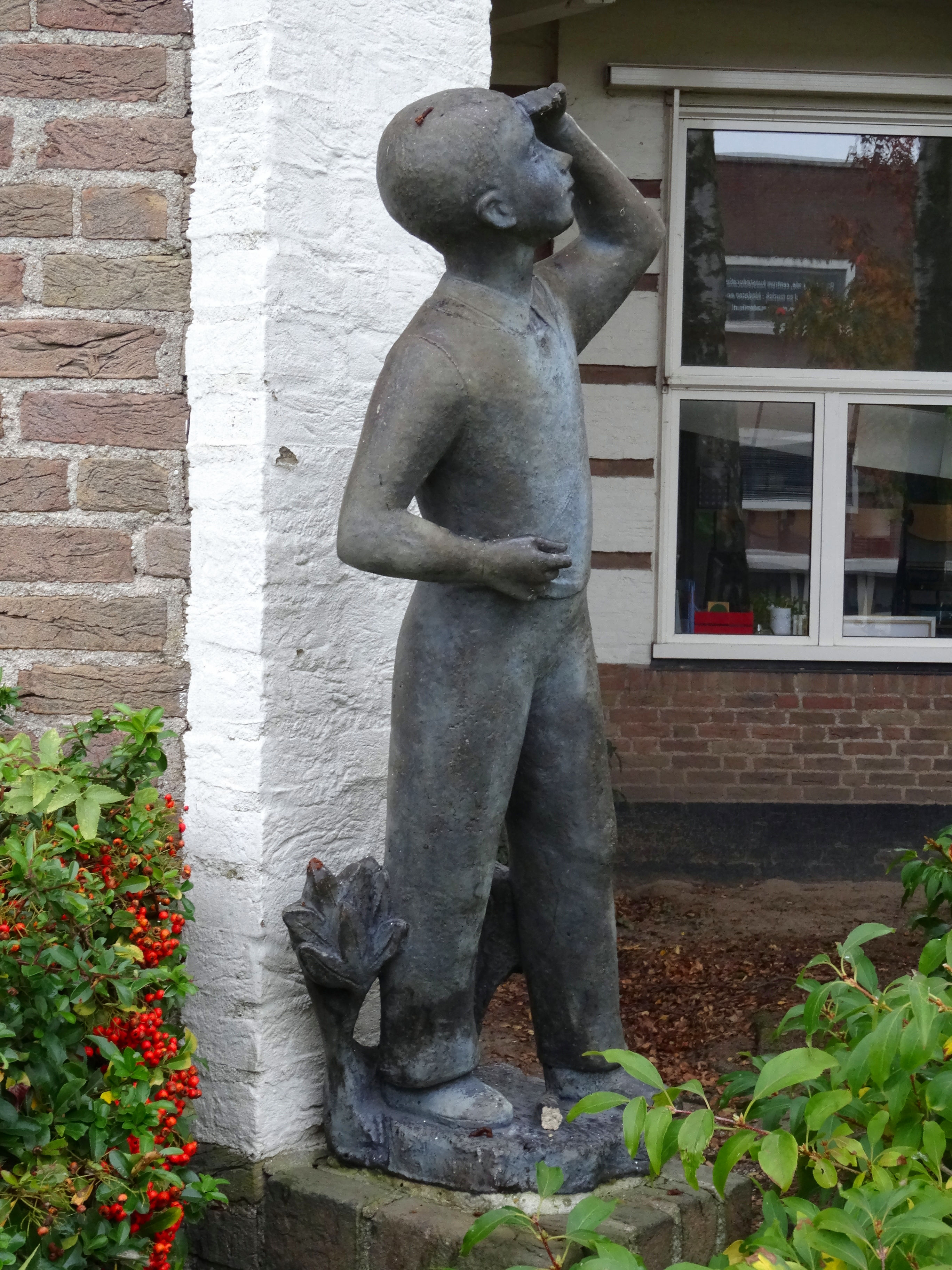
Omhoogkijkende jongen (1954), Bemmel
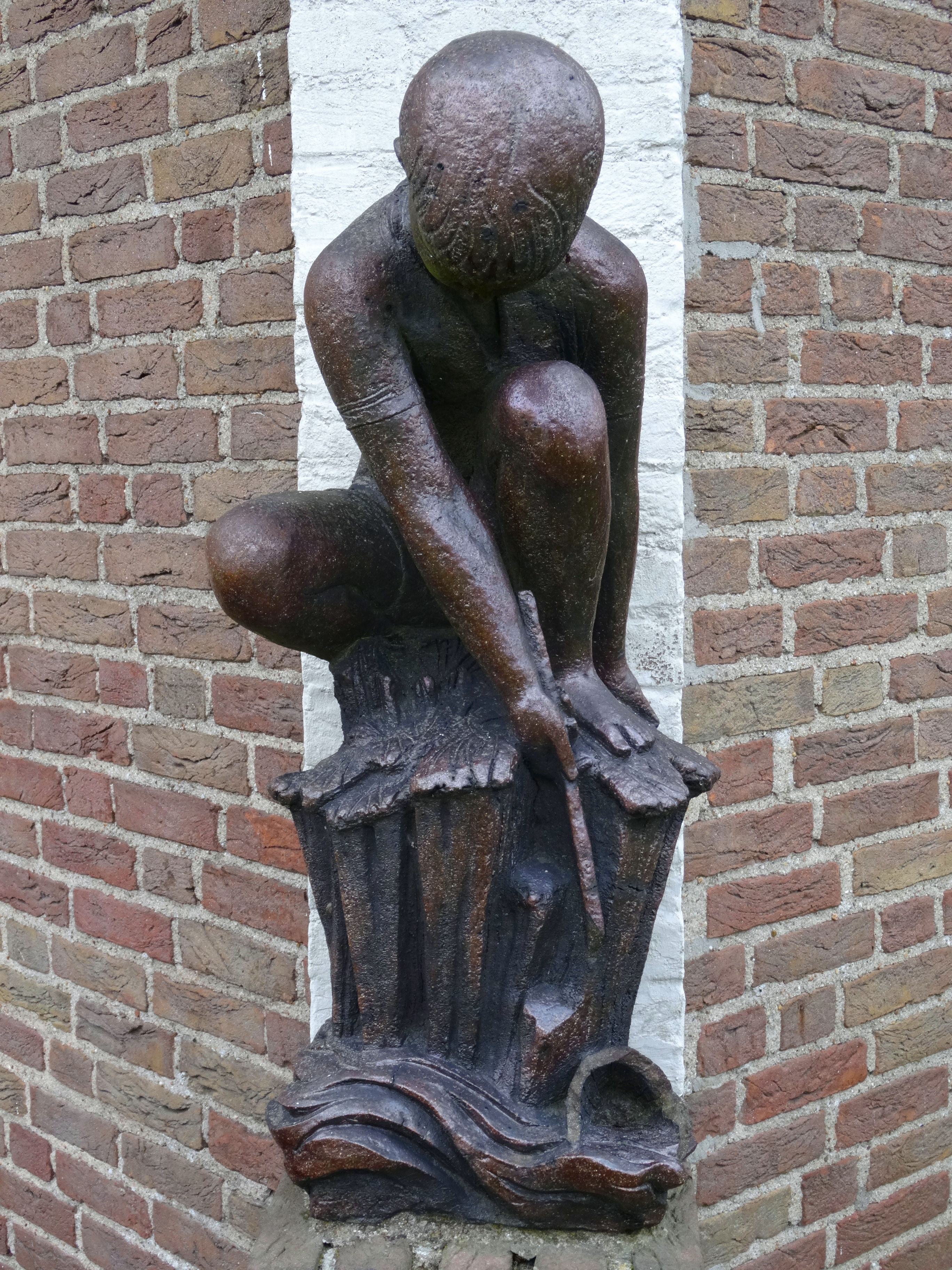
Jongen aan de waterkant (1954), Bemmel
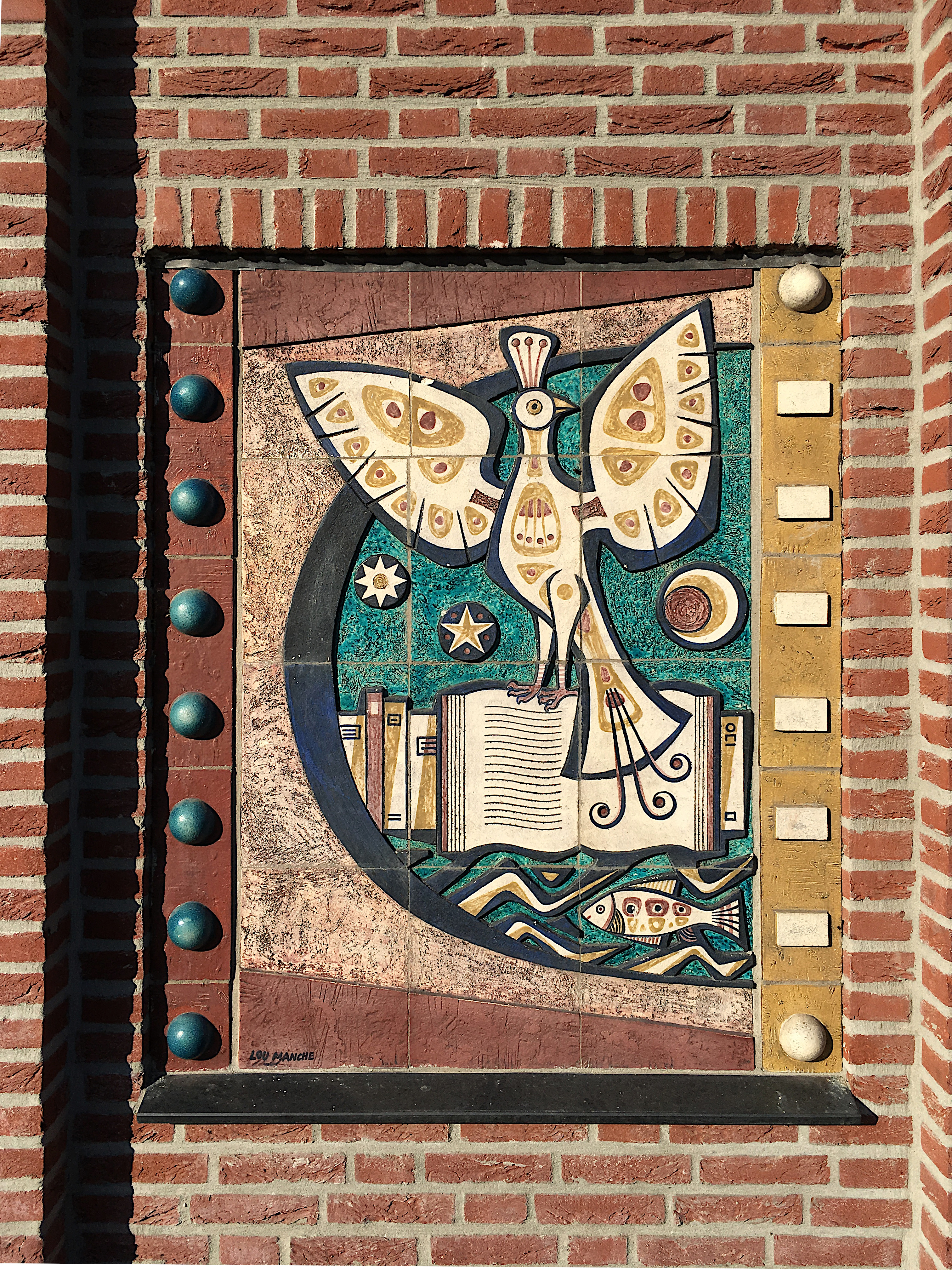
Reliëf bibliotheek (1974), Someren

## Publicaties
- Van een Mariaschilder, Den Bosch: L.C.G. Malmberg, 1931
- Lou Manche. Werk, Veldhoven: Galerie De drie poortjes, 1975

- Biografisch Portaal: 17140638
- Digitale Bibliotheek voor de Nederlandse Letteren: manc004
- International Standard Name Identifier: 0000 0003 8890 7426
- Nederlandse Thesaurus van Auteursnamen: 067920837
- RKD-Nederlands Instituut voor Kunstgeschiedenis: 52240
- Virtual International Authority File: 282170199
- WorldCat: E39PBJv8CfdbBRjfPCVKX9Qcyd